# Smyrnium
Smyrnium L., 1753 è un genere di piante appartenente alla famiglia delle Apiaceae.

## Tassonomia
Il genere comprende le seguenti specie:
- Smyrnium connatum Boiss. & Kotschy
- Smyrnium cordifolium Boiss.
- Smyrnium creticum Mill.
- Smyrnium olusatrum L.
- Smyrnium perfoliatum L.